# Rote Katipo
Die Rote Katipo (Latrodectus katipo), oft nur Katipo genannt, ist eine Webspinne aus der Familie der Kugelspinnen. Sie gehört zu den neuseeländischen Arten der Gattung der Echten Witwen.

## Beschreibung

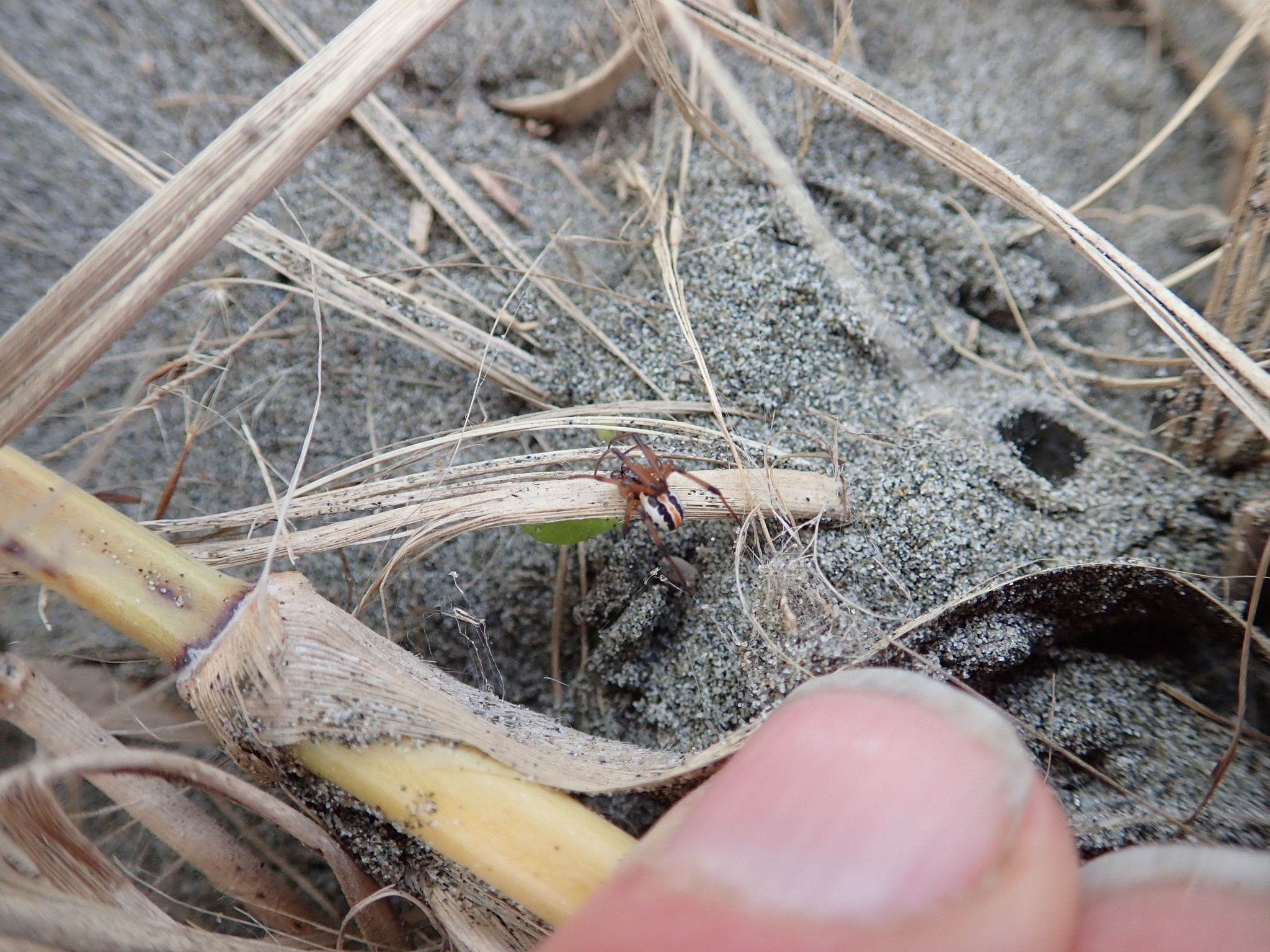
Männchen der Roten Katipo im Größenvergleich

Die Weibchen der Art erreichen eine Körperlänge von etwa 8 Millimetern und die Beinspannweite beträgt etwa 32 Millimeter. Sie haben einen kugeligen Hinterleib von der Größe einer Erbse. Die Beine sind schlank und bei jungen Tieren schwarz und werden später braun. Der Hinterleib hat einen rot-orangen, eckigen Streifen mit weiß-oranger oder roter Umrandung, der bis hin zu den Spinnwarzen reicht. Die Unterseite ist schwarz mit einem roten Fleck und zeigt die bei Echten Witwen üblichen Sanduhrzeichnung, diese Zeichnung kann jedoch bei einigen Weibchen fehlen. Die Art gehört zu den Witwenspinnenarten, deren Grundfärbung matt anstatt glänzend schwarz ist.
Die Männchen sind wesentlich kleiner und erreichen etwa ein Sechstel der Größe der Weibchen. Sie unterscheiden sich zudem durch ihre Färbung. Männchen und Jungtiere haben eine braune Färbung mit einem überwiegend weißen Bauch, mit unregelmäßigen rot-orangen, diamantförmigen Zeichnungen.

## Vorkommen und Habitat

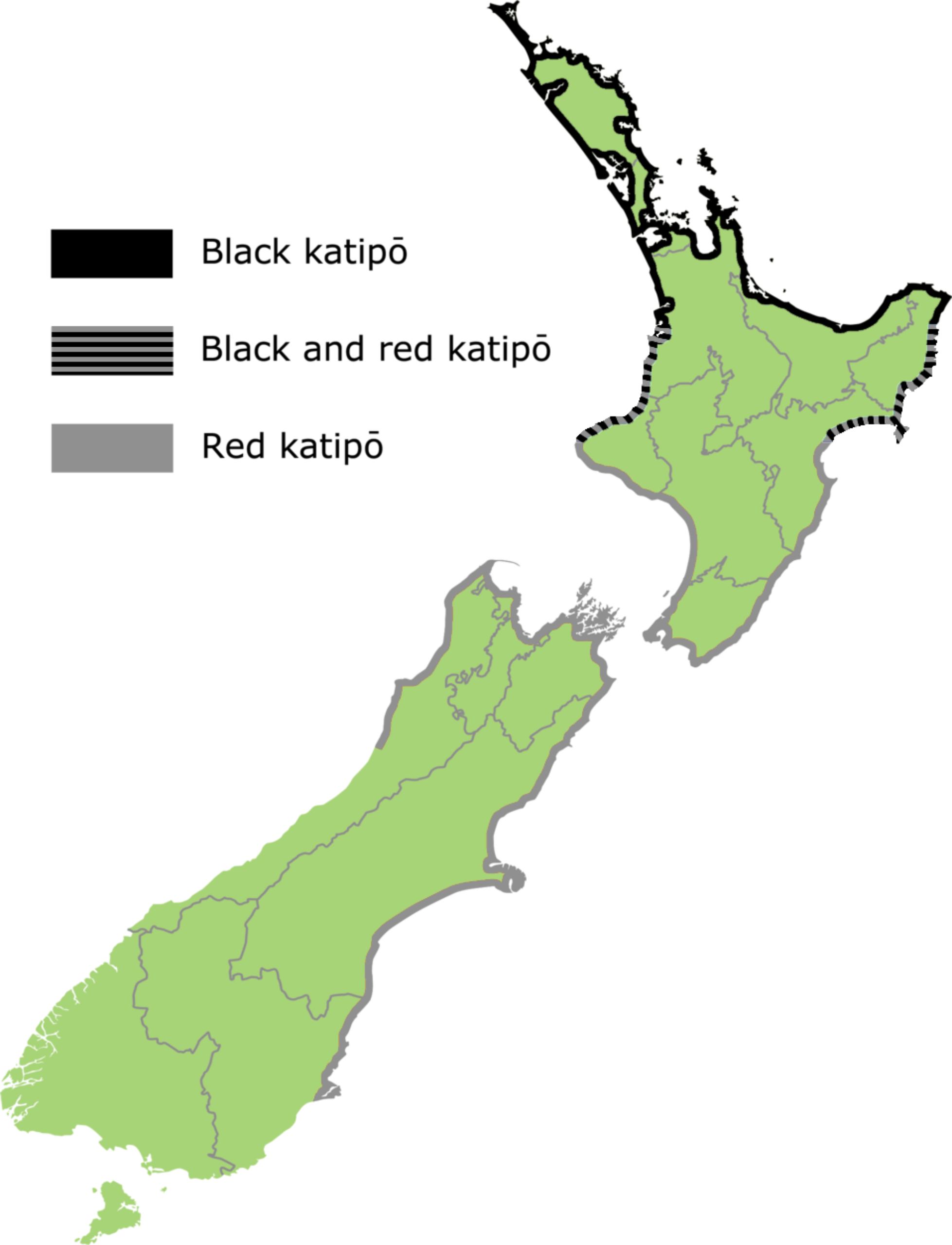
Verbreitungsareale der Roten und der Schwarzen Katipo in Neuseeland

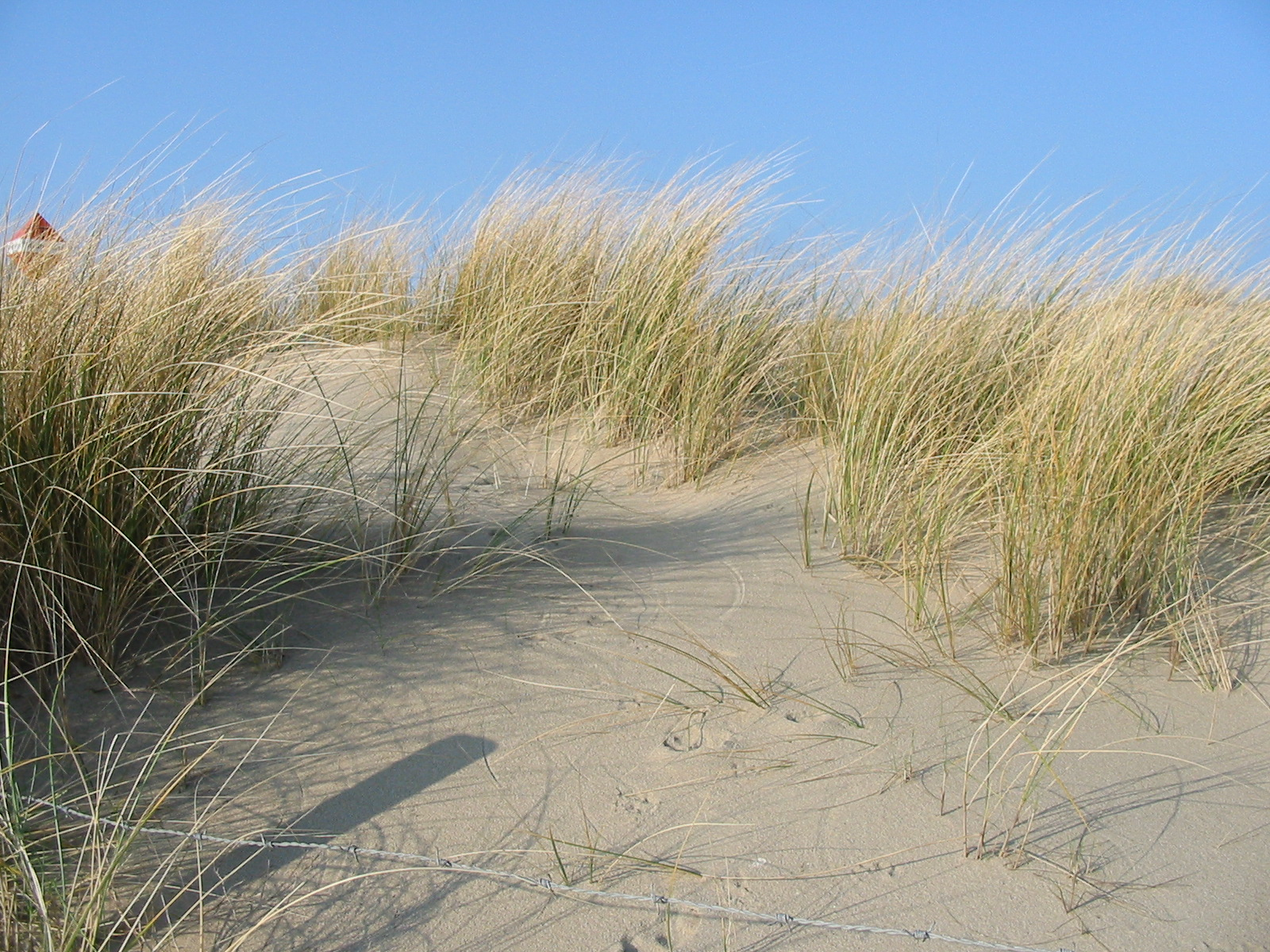
Gewöhnlicher Strandhafer, Netzbaustelle der Roten Katipo

Die Katipo lebt endemisch in Neuseeland. Auf der Nordinsel ist sie entlang der Westküste zwischen  Wellington und dem North Cape verbreitet. Vereinzelt kommt sie auch an der Ostküste vor. Auf der Great Barrier Island ist sie noch relativ häufig. Auf der Südinsel reicht ihr Verbreitungsgebiet von Norden nach Süden an der östlichen Küste bis Dunedin, an der westlichen Küste bis Greymouth. Diese südliche Verbreitungsgrenze hängt mit den niedrigeren Durchschnittstemperaturen im Süden Neuseelands zusammen. Die Eier der Spinne benötigen eine Temperatur von mehr als 17 °C, um sich entwickeln zu können.
In der Regel lebt die Katipo in den Dünenlandschaften nahe der Strände. Ihr unregelmäßiges Haubennetz baut sie an Pflanzen der Art Desmoschoenus spiralis und am Gewöhnlichen Strandhafer (Ammophila arenaria). Aber auch an Treibholz bauen die Tiere Netze oder auch in Müll, beispielsweise leere Konservendosen und Flaschen. Das Netz hat die Form einer Hängematte und ist weiß oder gelb gefärbt.

## Lebensweise

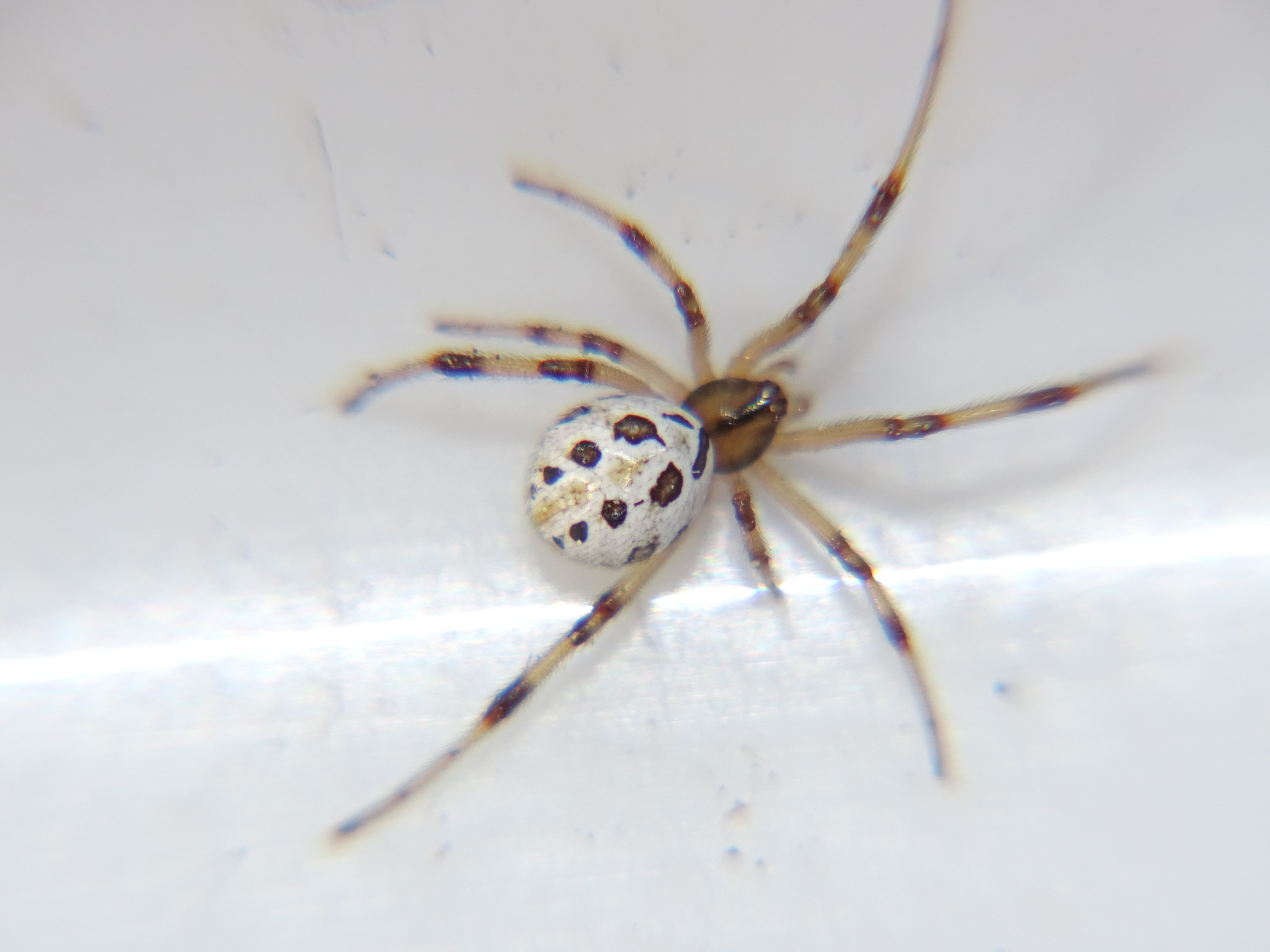
Juveniles Exemplar

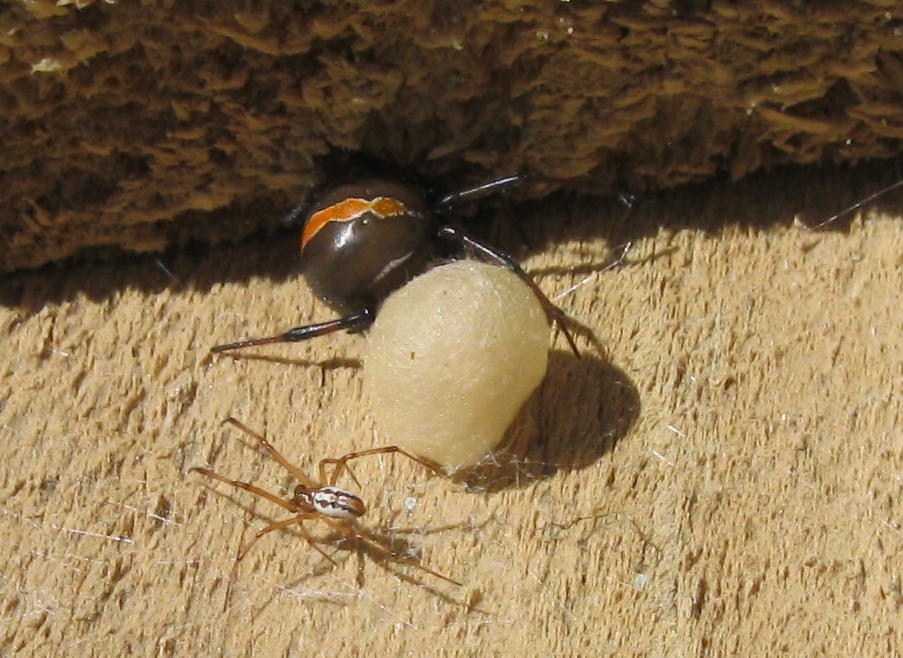
Weibchen der Roten Katipo mit Eikokon, darunter ein Männchen

Die Art ernährt sich von Insekten aller Art. Auch Amphibien werden nicht verschmäht.
Zwischen August und September ist Paarungszeit, das Männchen sucht nach einem Weibchen. Hat es ein Weibchen gefunden, so geht es auf das Netz und bringt es zum Vibrieren. Das Weibchen reagiert darauf anfangs recht aggressiv und verjagt das Männchen. Die Balz besteht daraus, dass das Männchen immer wieder hüpft und am Netz zerrt. Wenn das Weibchen gefügig wird, lässt es das Männchen auf das Netz und lässt sich kopfüber hängen, damit das Männchen die Palpen in die Geschlechtsöffnung des Weibchens stecken kann und die Samen übertragen kann. Anders als bei viele anderen Arten fressen die Weibchen nach der Paarung die Männchen nicht auf. Das Weibchen produziert 5 bis 6 Eikokons. Die Eier sind rund und gerade mal so groß wie ein Senfkorn. Sie tragen ein transparentes Violett. Fehlpaarungen mit der nah verwandten Rotrückenspinne (L. hasselti) sind bekannt.
Die Katipo hat kaum nennenswerte natürlichen Feinde. Es wurde bisher nur eine Schlupfwespenart beobachtet, die sich von den Eiern der Katipo ernährt.

## Gefährdung
Anders als bsp. die nah verwandte Weiße Witwe (Latrodectus pallidus) in Nordafrika und dem Nahen Osten oder die ebenfalls nah verwandte Südliche Schwarze Witwe (Latrodectus mactans) in den USA, ist die Rote Katipo in ihrem Verbreitungsgebiet nur noch selten anzutreffen. Es wird davon ausgegangen, dass nur noch 50 Populationen auf der Nordinsel und 8 Populationen auf der Südinsel Neuseelands existieren. Die Spinne wird in der Roten Liste als „gefährdet“ eingestuft.
Der Rückgang der Populationen hat mit der vermehrten Nutzung der Küsten durch die Menschen zu tun, denn die Lebensräume der Katipo liegen selten weiter als ein paar hundert Meter vom Strand entfernt. Dieses Habitat ist gefährdet durch:
- Freizeitaktivitäten wie die Nutzung von Strandbuggys und Off-Road-Fahrzeugen
- Entwicklung der Städte und Siedlungsgebiete
- Ausweitung der landwirtschaftlich und forstwirtschaftlich genutzten Flächen
- Anbau nicht einheimischer Pflanzen, die die gesamte Biozönose verändern[1][6]

Dazu kommt, dass die Katipo von einer Konkurrentin, der eingeschleppten Falschen Katipo (Steatoda capensis), verdrängt zu werden scheint. Die Falsche Katipo bevorzugt ähnliche Habitate, hat aber weniger spezialisierte Ansprüche an ihren Lebensraum. Sie sorgt zwei Mal im Jahr für Nachkommenschaft, und zwar im Frühling und im Frühsommer, die einheimische Katipo nur einmal pro Jahr.
Die Art drohte sogar schon mal auszusterben. So wurde sie 2010 von Wildlife Act 1953 geschützt.

## Bissunfälle und Giftigkeit
Wie alle Witwenarten, so ist auch die Rote Katipo nicht angriffslustig. Sie beißt nur, wenn sie aufgeschreckt oder angegriffen wird, zuerst geht die Katipo in eine Abwehrhaltung, nützt diese nichts, so bombardiert sie den Angreifer mit Fäden, wird sie immer noch gereizt, kann sie zubeißen. Weibchen, die ihren Eikokon bewachen, beißen bei jeder Störung sofort zu. Die Hauptbestandteile des Giftes sind Neurotoxin und Alpha-Latrotoxin. Der Biss löst Gänsehaut und lokale Schmerzen aus. Zudem bekommt man Kopfschmerzen, Fieber, Hypertonie und Tremor. Dies hält 24 Stunden an. Ein baldiger Besuch beim Arzt kann allerdings helfen. In Ausnahmefällen kann es zu Koma, Lungenödem, Atemstillstand und lokalen Hautinfektionen kommen.

## Taxonomie und Systematik
Latrodectus katipo wurde 1871 von L. Powell beschrieben.
Die Katipo wurde oft mit der ebenfalls in Neuseeland verbreiteten Steatoda capensis verwechselt. Das führte zu dem Namen Falsche Katipo (englisch: False Katipo) für diese zu den Fettspinnen gehörende Art. Eine Verwandte der Katipo, die ebenfalls zu den Echten Witwen gehört, ist die aus Australien eingeschleppte Rotrückenspinne (Latrodectus hasselti).

### Schwarze Katipo
Die Schwarze Katipo, die 1890 von Arthur T. Urquhart als Unterart Latrodectus katipo atritus und 1995 als eigene Art Latrodectus atritus etabliert wurde, ist eine Farbvariante der Katipo. Sie wird heute nicht mehr als eigene Art anerkannt. Außer der Färbung weist die schwarze Farbmorphe keine Unterscheidungsmerkmale zur Roten Katipo auf. Experimente im Labor haben gezeigt, dass es keine Kreuzungsbarrieren gibt. Paare, bestehend aus Schwarzer und Roter Katipo, konnten gemeinsam Nachwuchs produzieren. Auch gibt es keine molekularbiologischen Hinweise auf eine genetische Aufspaltung der beiden Gruppen. Die Farbvariante entsteht in Abhängigkeit vom geographischen Breitengrad und der Temperatur.

## Galerie

Draufsicht eines präparierten Weibchens im Auckland War Memorial Museum
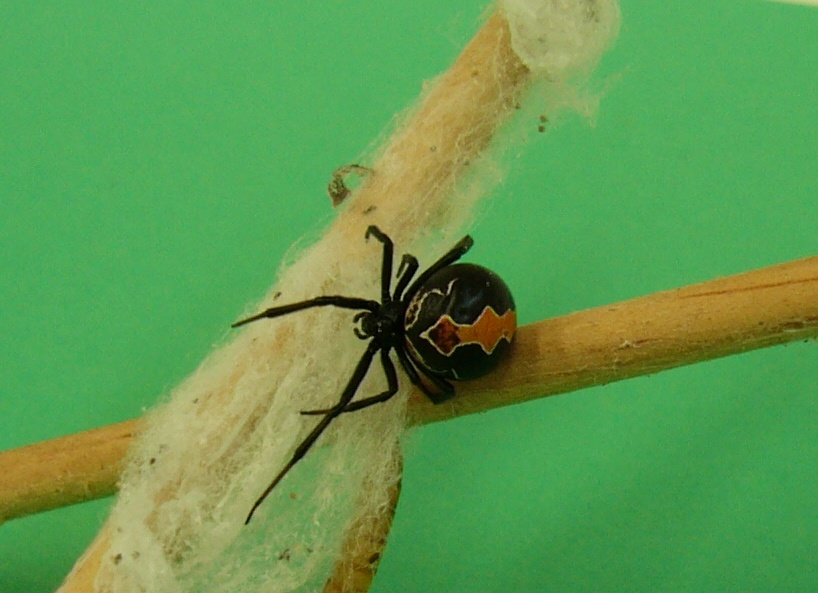
Frontalansicht eines Weibchens
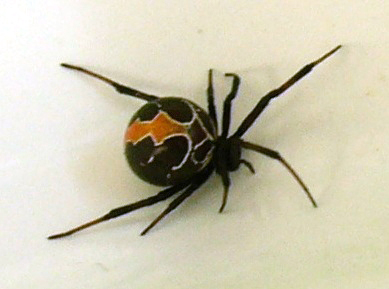
Lateralsicht eines Weibchens
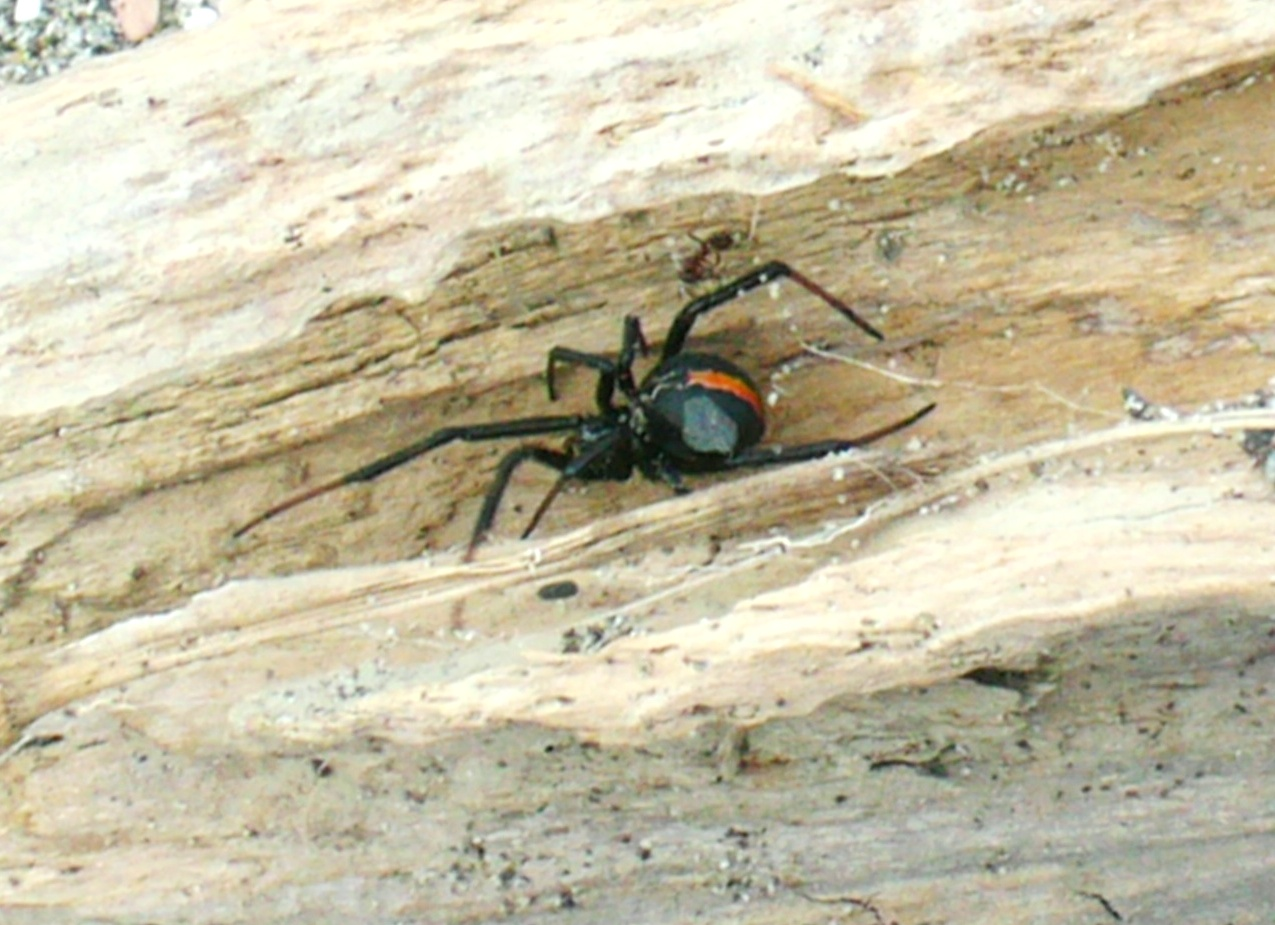
Rückansicht eines Weibchens auf Treibholz